# Convoi no 6 du 17 juillet 1942
Le convoi no 6 du 17 juillet 1942, surnommé Convoi 6, est le huitième convoi de déportation de Juifs parti de France vers Auschwitz pendant la Seconde Guerre mondiale.

## Composition du convoi
Le convoi no 6 a déporté 928 juifs, adultes et enfants, depuis le Camp de Pithiviers et le Camp de Beaune-la-Rolande vers le camp d'extermination d'Auschwitz-Birkenau. Seules 94 personnes en sont revenues. 
Parti le 17 juillet 1942 à 6 h 15, soit le deuxième jour de la grande rafle des 16 et 17 juillet 1942, ou rafle du Vélodrome d'Hiver, il a notamment la particularité d'être le premier à avoir transporté autant de femmes et d'enfants. Le convoi met trois jours et deux nuits à atteindre sa destination : quand il arrive à Auschwitz le 19 juillet 1942 vers 19h, beaucoup de personnes sont mortes, asphyxiées, débarquées ou exécutées.
Le convoi no 6 transportait entre autres la romancière Irène Némirovsky, morte un mois après son arrivée, et Szepsel Minczeles, père de Henri Minczeles, journaliste, historien, et responsable communautaire juif français, la jeune belge Mireille Steinitz et sa mère  d'origine polonaise, Rosa Steinitz. Parmi les rescapés se trouvait le compositeur Simon Laks.

## Ouvrages et travaux de recherches
Plusieurs ouvrages ont été écrits sur le convoi no 6.
Le Centre de recherche et de documentation sur les camps d’internement et la déportation juive dans le Loiret (CERCIL) a publié un ouvrage documenté et pédagogique sur le convoi no 6 (Monique Novodorsqui-Deniau, Pithiviers-Auschwitz, le 17 juillet 1942, 6 heures 15, éd. CERCIL, Orléans, 2006)
Monique Novodorsqui-Deniau, psychanalyste, dont la famille d'origine polonaise résidait à Montargis et dont l’histoire est profondément liée à celle des camps, a recueilli les témoignages. Elle retrace dans cet ouvrage une partie de l'histoire de 101 de ces déportés à travers le témoignage de proches, le récit de quelques rescapés, d’enfants cachés ou des pièces d'archives.
Simone Veil, présidente de la Fondation pour la mémoire de la Shoah, a réalisé la préface de cet ouvrage. Selon cette dernière, membre du Conseil Constitutionnel, «de tels livres ne sont pas seulement importants parce qu'ils esquissent l'histoire d'êtres qui faillirent sombrer à jamais dans l'oubli de l'Histoire, ils le sont aussi parce que tous les témoignages s'accompagnent d'un travail d'archives dont l'utilité pédagogique est certaine : ce que les lycéens, les étudiants pourront lire ici, ce n'est pas seulement la froideur et la tristesse de la mort, c'est aussi la chaleur vivante, les petites histoires anéanties par l'Histoire, le tout accompagné d'un travail iconographique d'une richesse et d'une qualité remarquables». 
L’édition est présentée et annotée par les historiens Katy Hazan, Benoît Verny et Nadine Fresco.
L'association « Mémoires du Convoi 6 », vouée à la recherche des enfants, familles, amis des déportés du convoi no 6 et à la transmission de leur mémoire, a publié un ouvrage de près de 120 Témoignages intitulé CONVOI No 6, Destination Auschwitz 17 juillet 1942 « En surnombre dans l'économie nationale ». Antoine Mercier, journaliste à France Culture, a coordonné le recueil de témoignages présents dans ce livre préfacé par Elie Wiesel et Maître Serge Klarsfeld. En collaboration avec l'historien du Mémorial de la Shoah Claude Singer. Publié en mai 2005
L'association vient de faire paraitre en janvier 2009, toujours aux Éditions du Cherche midi, un nouvel ouvrage sur le convoi 6 avec plus de 70 nouveaux témoignages, intitulé Un train parmi tant d'autres et préfacé par Samuel Pisar et une préface historique de Claude Singer.
Yoram Mouchenik, Professeur des Universités et psychologue, accompagne les travaux et les différents évènements de l'association pour la Mémoire du Convoi 6 depuis 2002. Un livre est issu de ce compagnonnage ; « Ce n’est qu’un nom sur une  liste, mais c’est mon cimetière »Traumas, deuils et transmission chez les enfants juifs cachés en France pendant l’Occupation »Préfaces de Boris Cyrulnik et Marie Rose Moro. Publié en 2006.